# Marleide Lins
Marleide Lins de Albuquerque (São Paulo, 2 de março de 1961) é uma poetisa brasileira, participante dos movimentos culturais da década de 70. Encontra-se radicada em Teresina (Piauí) desde os anos 70. Poetisa e teatróloga, editora, produtora fonográfica e designer gráfica.
Foi coordenadora de Literatura e Editoração da Fundação Cultural Monsenhor Chaves (FCMC), da Prefeitura de Teresina. Publicou "Sub-Vivo" (1979 - poemas mimeografados); "Bay, Bay, Baygon" (1985), peça em co-autoria com Adalmir Miranda. Escreveu ainda a peça "Baile da Morte" (1982).
Também exerceu atividades como Coordenadora de Artes Plásticas; Editora e designer gráfico da Revista Cadernos de Teresina; da Revista Presença (informativo da Fundação Cultural do Piauí, onde é atualmente Coordenadora de Literatura).
Funcionária pública municipal da FCMC, trabalhou em grandes agências de publicidade do estado e, desde 1996, desenvolve trabalho em seu próprio estúdio de arte e publicidade. Teve participação em diversas obras literárias pelo Brasil inteiro, como "Nordestes" (Fundação Joaquim Nabuco e SESC/SP). Sua poesia encontra-se registrada na Gramática da Editora Saraiva, com distribuição nacional na rede de escolas particulares de segundo grau, além de ser citada como poetisa em mais de uma dezena de livros sobre a história da Literatura Piauiense.
Publicou, como editora do selo Edições Não-Ser, as obras de vários autores, e, na área de música, CDs de artistas piauienses.

## Obras
- "Sub-Vivo" (1979);
- "Sem Plano e Sem Piloto" (1985);
- "Oito Para Ela" (1992);
- "Os Sinos que Dobravam em Silêncio" (1997)
- "Interno/Externo" (2002)